# Шульц, Генрих Карлович
Ге́нрих Ка́рлович Шульц (род. 23 марта 1929, СССР—1999) — советский самбист и дзюдоист. Шестикратный чемпион СССР по самбо (1955, 1956, 1958, 1959, 1960, 1961), чемпион Европы по дзюдо (1963).
Мастер спорта СССР (1955), заслуженный мастер спорта, заслуженный тренер СССР, судья международной категории, капитан первой сборной команды СССР по дзюдо. Выступал в весовой категории свыше 80 кг (в самбо — до 85 кг).

## Биография
Генрих Карлович Шульц совершенствовал своё мастерство в Государственном центральном ордена Ленина институте физической культуры (ГЦОЛИФК, ныне РГАФК) под руководством Заслуженного мастера спорта, Заслуженного тренера СССР Е. М. Чумакова.
В 1956 году Шульц стал основателем секции самбо в МВТУ им. Н. Э. Баумана.
В 1963 году в составе команды из четырёх выдающихся советских спортсменов-самбистов (кроме Шульца в неё входили Олег Степанов (весовая категория до 68 кг), Владимир Панкратов (весовая категория до 80 кг) и Дурмишхан Беруашвили (весовая категории свыше 80 кг)) триумфально выступил в предолимпийском турнире по дзюдо, проходившем в Японии. В течение этого турнира Генрих Шульц не проиграл ни одной схватки.
После завершения спортивной карьеры Г. К. Шульц более 40 лет проработал преподавателем на кафедре «Физическое воспитание» МГТУ (ранее МВТУ) им. Н. Э. Баумана. За это время его ученики шестнадцать раз становились чемпионами СССР по самбо, неоднократно завоевывали звания призёров первенств Европы по дзюдо.

Могила Г. К. Шульца на Пятницком кладбище

Скончался в 1999 году в Москве и похоронен на Пятницком кладбище.
Ежегодно 23 марта (в день рождения Г. К. Шульца), в память о вкладе выдающегося борца и тренера в развитие самбо, уже более десяти лет проводится Всероссийский турнир по самбо памяти Г. К. Шульца.
Именем Г. К. Шульца названа школа «Самбо-Дзюдо» при МГТУ им. Н. Э. Баумана.

## Интересные факты
- Г. К. Шульц отличался хорошим чувством юмора. Он любил представляться: «Я простой русский парень, Генрих Карлович Шульц».[14]